# AVUS
Koordinati:   52°28′50″N, 13°15′05″E
AVUS oziroma Automobil-Verkehrs- und Übungs-Straße je nekdanje dirkališče, ki leži v bližini nemškega mesta Berlin. V letih 1926 in 1959 je gostilo dirko Formule 1 za Veliko nagrado Nemčije, že pred tem med letoma 1931 in 1954 pa dirko Avusrennen. Dirkališče je bilo v uporabi do leta 1998, predvsem za dirke turnih avtomobilov. Danes je na mestu dirkališča odsek avtoceste. Med letoma 1998 in 2000 so kot nadomestilo za AVUS zgradili dirkališče in testno progo Lausitzring, ki leži približno 115 kilometrov južno od Berlina.

## Zmagovalci
| Leto | Dirka                  | Dirkač                  | Moštvo        | Poročilo |
| ---- | ---------------------- | ----------------------- | ------------- | -------- |
| 1959 | Velika nagrada Nemčije | Tony Brooks             | Ferrari       | Poročilo |
| 1954 | Avusrennen             | Karl Kling              | Mercedes-Benz | Poročilo |
| 1953 | Avusrennen             | Jacques Swaters         | Ferrari       | Poročilo |
| 1952 | Avusrennen             | Rudi Fischer            | Ferrari       | Poročilo |
| 1937 | Avusrennen             | Hermann Lang            | Mercedes-Benz | Poročilo |
| 1935 | Avusrennen             | Luigi Fagioli           | Mercedes-Benz | Poročilo |
| 1934 | Avusrennen             | Guy Moll                | Alfa Romeo    | Poročilo |
| 1933 | Avusrennen             | Achille Varzi           | Bugatti       | Poročilo |
| 1932 | Avusrennen             | Manfred von Brauchitsch | Mercedes-Benz | Poročilo |
| 1931 | Avusrennen             | Rudolf Caracciola       | Mercedes-Benz | Poročilo |
| 1926 | Velika nagrada Nemčije | Rudolf Caracciola       | Mercedes-Benz | Poročilo |